# L'Abeille cauchoise
Pour les articles homonymes, voir L'Abeille.
L'Abeille cauchoise était un journal bi-hebdomadaire régional de la presse écrite française, dont le siège se trouvait à Yvetot (Seine-Maritime).

## Historique
Le journal est fondé par Pierre-Augustin Lenud, avocat à Yvetot. Le premier numéro paraît le 6 mai 1804, sous la dénomination Feuille d'affiches. Il prit le nom plus tard de Journal de la ville et de l'arrondissement d'Yvetot. Repris par Nicolas-Édouard Brunet en 1831, il prend le nom de L'Abeille cauchoise le 24 janvier 1832. Le dernier numéro paraît en 1944.
André Levasseur en est le directeur dans les années 1920. Le périodique fut lié avec Le Pays de Caux, journal de Saint-Valery-en-Caux.